# Una follia
Una follia, conosciuta anche con il titolo Il ritratto parlante o La folia di carnovale, è una farsa in un atto di Gaetano Donizetti, su libretto di Bartolomeo Merelli, composta in meno di un mese alla fine del 1818 e rappresentata per la prima volta al Teatro San Luca di Venezia il 17 dicembre 1818.
Grazie alla buona accoglienza riservata a Enrico di Borgogna, il giovane compositore e il suo librettista ebbero subito dall'impresario Paolo Zancla la commissione per una nuova opera, che approntarono in tutta fretta. Per il soggetto Merelli si ispirò a un lavoro di Andrea Leone Tottola per il musicista Giacomo Cordella (Una follia, Napoli, 1813).
Sia il libretto sia la partitura sono però andati perduti dopo il 1818: rimangono solamente otto battute della musica, che Donizetti incorporò nel florilegio di motivi tratti dalle sue opere dedicato alla sua promessa sposa, Virginia Vasselli. Si tratta della prima prova del compositore con il genere comico.
Secondo Merelli l'opera fu un successo, ma l'unica recensione conosciuta, apparsa sul "Nuovo osservatore veneziano" il 24 dicembre, è più cauta: "Si osservò che la parte cantabile non risalta gran fatto; convien dire che ciò siasi fatto avvedutamente dal giovine maestro, a cui la necessità può questa volta servirgli di scusa. Gli applausi, che riscossero i suoi lavori in questa città, gli servano d'incoraggiamento nel proseguire l'incominciata carriera; ma non lo illudano".